# Кислый, Никита Григорьевич
Ники́та Григо́рьевич Кислый (укр. Микита Григорович Кислий; род. 2 марта 1991, Луганск) — украинский футболист, нападающий. Первый профессиональный клуб — «Заря» (Луганск).

## Биография
Никита родился 2 марта 1991 года. Его отец также играл в футбол, начал играть в футбол вместе со своим отцом. Когда он учился во втором классе его семья переехала в Луганск. В семь лет начал заниматься футболом профессионально, первый тренер — В. А. Андрух. Занимался в местной СДЮШОР.
Затем учился в Луганском высшем училище физической культуры (ЛВУФК), где тренером был — Николай Николаевич Федющенко.
Когда он учился в одиннадцатом классе Владимир Микитин и Юрий Дудник заметили его в одной из игр и пригласили на просмотр в луганскую «Зарю». После успешного просмотра он подписал контракт до 2012 года.
Летом 2008 года попал в дублирующий состав «Зари», который выступал в молодёжном первенстве Украины. Начал играть за команду преимущественно выходя на замены. Затем стал основным игроком, также он выходил на поле в качестве капитана команды. Стал одним из лидеров дубля.
В Премьер-лиге Украины дебютировал 13 августа 2010 года в домашнем матче против мариупольского «Ильичёвца» (2:2), Кислый вышел на 82 минуте вместо Тараса Лазаровича. В мае 2012 года Никита Кислый продлил свой контракт с клубом на год. В июле 2013 года побывал на просмотре в иранском клубе «Эстегляль».
В 2013 году выступал в чемпионате Донбасса за СК «Заря», а также играл за мини-футбольный клуб «Каскад» на местном уровне. В январе 2014 года находился на просмотре в крамоторском «Авангарде», но в итоге перешёл в свердловский «Шахтёр», выступающий во Второй лиге Украины. В новой команде взял 9 номер. В составе «Шахтёра» провёл 10 матчей и забил 2 гола. В сентябре 2014 года стал игроком «Макеевуголя», где взял себе 19 номер.
В 2015 году играл за команду СК «Заря» в чемпионате Луганской Народной Республики. 21 марта 2015 года принял участие в товарищеском матче за сборную ЛНР против Абхазии. Поединок закончился поражением луганчан (0:1).
Летом 2015 года Кислый был заявлен за клуб Второй лиги Украины, «Ингулец». Однако из команды его выгнали, за то, что он играл за ЛНР. 15 августа 2015 года Кислый сыграл за решетиловское «Динамо» в чемпионате Полтавской области против клуба «Лубны». Игра завершилась победой «Динамо» со счётом (2:0), а сам Никита отметился забитым голом. По окончании матча «Лубны» хотели оспорить результат матча, так как Кислый выступал за сборную ЛНР. В итоге «Динамо» исключило нападающего из своей заявки. Сам Кислый позже объяснил, что играл за сборную ЛНР лишь для поддержки игровой формы. Также он заявил, что считает себя украинцем и ждёт, когда ВСУ освободят Донбасс.

## Статистика
| Сезон   | Клуб                | Лига                 | Чемпионат | Чемпионат | Кубок | Кубок | Дубль | Дубль |
| Сезон   | Клуб                | Лига                 | Игры      | Голы      | Игры  | Голы  | Игры  | Голы  |
| ------- | ------------------- | -------------------- | --------- | --------- | ----- | ----- | ----- | ----- |
| 2008/09 | Заря (Луганск)      | Премьер-лига Украины | 0         | 0         | 0     | 0     | 26    | 4     |
| 2009/10 | Заря (Луганск)      | Премьер-лига Украины | 0         | 0         | 0     | 0     | 29    | 6     |
| 2010/11 | Заря (Луганск)      | Премьер-лига Украины | 0         | 0         | 0     | 0     | 28    | 3     |
| 2011/12 | Заря (Луганск)      | Премьер-лига Украины | 0         | 0         | 0     | 0     | 25    | 8     |
| 2012/13 | Заря (Луганск)      | Высшая лига Украины  | 0         | 0         | 0     | 0     | 17    | 3     |
| 2013/14 | Шахтёр (Свердловск) | Вторая лига Украины  | 10        | 2         | 0     | 0     | —     | —     |
| 2014/15 | Макеевуголь         | Вторая лига Украины  | 7         | 2         | 0     | 0     | —     | —     |